# Annemarie Verstappen
Annemarie Verstappen (Países Bajos, 3 de octubre de 1965) es una nadadora neerlandesa retirada especializada en pruebas de estilo libre, donde consiguió ser medallista de bronce olímpica en 1984 en los 100 y 200 metros.

## Carrera deportiva
En los Juegos Olímpicos de Los Ángeles 1984 ganó la medalla de bronce en los 100 metros libre —con un tiempo de 56.08 segundos, tras las estadounidenses Carrie Steinseifer y Nancy Hogshead; también ganó el bronce en los 200 metros libre, con un tiempo de 1:59.69 segundos, de nuevo tras dos nadadoras estadounidenses Mary Wayte y Cynthia Woodhead. En cuanto a las pruebas de equipo, ganó la medalla de plata en los relevos de 4x100 metros libre, con un tiempo de 3:44.40 segundos, tras Estados Unidos y por delante de Alemania Occidental.